# Hawzen (woreda)
Hawzen est un des 36 woredas de la région du Tigré, en Éthiopie. Il tire son nom de la ville de Hawzen, principale ville du woreda.

## Géographie

### Localisation
Hawzen se situe dans la zone Misraqawi, dans le Tigré.
|              | Ganta Afeshum |                  |
| Werie Lehe   | Hawzen        | Saesi Tsaedaemba |
| Kola Tembien | Degua Tembien | Wukro            |

### Transports
Une seule route principale traverse le woreda, elle part des alentours de la ville d'Hawzen et se dirige en direction du sud-est, elle n'est praticable que lors de la saison sèche.

## Démographie
En 2007, lors du dernier recensement, Hawzen comptait 118 648 habitants, ce qui en fait le deuxième woreda le plus peuplé de la zone Misraqawi. Avec 8 025 personnes habitant en ville, le woreda est très majoritairement rural.
La principale ville du woreda est Hawzen, qui lui a donné son nom.